# Laia Palau
Laia Palau Altés (Barcellona, 10 settembre 1979) è un'ex cestista spagnola.
Alta 178 cm per 66 kg, giocava come playmaker.

## Carriera
Con la Spagna ha disputato quattro edizioni dei Giochi olimpici (Atene 2004, Pechino 2008, Rio de Janeiro 2016, Tokyo 2020), cinque dei Campionati mondiali (2002, 2006, 2010, 2014, 2018) e dieci dei Campionati europei (2003, 2005, 2007, 2009, 2011, 2013, 2015, 2017, 2019, 2021).